# Ricardo Jérez
Ricardo Jérez Figueroa, né le 7 février 1986 à Ciudad de Guatemala au Guatemala, est un footballeur international guatémaltèque, qui joue en tant que gardien de but aux Red Wolves de Chattanooga en USL League One.
Il compte 62 sélections en équipe nationale depuis 2006. Son père, Edgar Jérez, était également footballeur professionnel, et a joué au poste de gardien de but avec le Guatemala pendant les jeux olympiques de 1988 à Séoul.

## Biographie

### Club
Il rejoint les Red Wolves de Chattanooga en USL League One en janvier 2023 et connait ainsi sa première expérience hors de l'Amérique latine.

### Sélection
Ricardo Jérez est convoqué pour la première fois par le sélectionneur national Hernán Darío Gómez pour un match amical face aux États-Unis le 19 février 2006 (défaite 4-0).
Il dispute deux Gold Cup en 2011 et 2015. Il participe également à deux Coupes UNCAF en 2009 et 2014.
Il compte 62 sélections et zéro but avec l'équipe du Guatemala depuis 2006.

## Palmarès
CSD Municipal
- Champion du Guatemala en A. 2006